# At-Tabarani
At-Tabarânî (en arabe : الطبراني), de son vrai nom Abu al-Qasim Sulayman ibn Ahmad ibn Ayoub At-Tabarânî (en arabe : أبو القاسم، سليمان بن أحمد بن أيوب بن مطير اللَّخمي الشامي الطبراني), est né vers 873 (260 AH) et mourut en 970 (360 AH). Il rapporta de nombreux hadiths. 

## Biographie

### Famille
Il est le Hafidh Abou l-Qacim Soulayman, fils de Ahmad, fils de Ayyoub, fils de Matir Al-Lakhmi,  Il est originaire de Tabariyyah –Tybériade– (Tibériade) du Cham. 
Il avait un fils qui s’appelait Mouhammad qui était surnommé Abou Dharr et il avait une fille qui s’appelait Fatimah. La mère de Fatimah s’appelle Asma fille de Ahmad fille Mouhammad fils de Chadharah Al-Khatib. Il a été cité qu’elle jeûnait un jour et qu’elle ne jeûnait pas le lendemain. Et elle ne dormait que très peu la nuit

### Réputation
Le Hafidh At-Tabarani était le plus réputé des gens de son époque dans la science du hadith et dans sa maîtrise. Il connaissait le tafsir –Exégèse– et il était spécialiste de jurisprudence. Il était telle une épée sur le cou des irréligieux, des mauvais innovateurs comme les jahmiyy, les mou’tazilah et d’autres. Il leur a ainsi répliqué par de nombreux ouvrages dans lesquels il a indiqué leur déviation et auxquelles il a répliqué. Il a ainsi excellé dans ses répliques. En plus de tout cela, il a une excellente mémorisation, une large science, une extrême intelligence et une très bonne conduite. Tout comme il était connu pour son indulgence, pour son haut degré et pour son courage et son abnégation pour défendre la vérité.

## Ses Chaykh
L’imam At-Tabarani a voyagé vers Asbahan une première fois en l’an 290 puis il l’a laissée pendant un certain temps et y est retourné à nouveau en l’an 310 ou 311 afin d’entendre le hadith de Abou Bakr fils de Ahmad, fils de ‘Amr, fils de ‘Asim An-Nabil, ainsi que de  ‘Abdoul-Lah fils de Mouhammad, fils de Zakariyya. Seulement, il n’a pas pu les rencontrer parce qu’ils étaient décédés avant son entrée à Asbahan.
Il a alors entendu le hadith de ceux qu’il a pu rencontrer, de ses Chaykh comme Ibrahim fils de Mouhammad, connu sous le nom de Na-ilah et Mahmoud fils de Ahmad, fils de Al-Faraj et Ibrahim fils de Matawayh et Mouhammad fils de Al-‘Abbas Al-Akhram et Mouhammad fils de Yahya fils de Mandah et il a rapporté de nombreux autres parmi les émérites qu’il est difficile de citer tous.

## Décès
L’Imam le Hafidh Abou Bakr Ahmad fils de Moussa fils de Mardawayh a dit : « Soulayman fils de Ahmad fils de Ayyoub At-Tabarani était mort le mois de Dhou l-Qa’dah un samedi ». Et il a été enterré le dimanche deux nuits avant la fin de ce mois-là, de l’an 360 de l’Hégire à la porte de la ville de Asbahan auprès de la tombe de Hamamah Ad-Dawsi  Sa tombe est connue et elle est visitée.

## Élèves
Parmi ses élèves, il y avait Ahmad bin 'Amr bin 'Abdul-Khaliq Al-Basri et Abu Bakr Al-Bazzar.

## Croyance
Dans son Tafsîr connu sous le nom de « Tafsîr al-Kabîr », lors de l’explication de Soûrat Al-A’raf verset 54 qui comprend la partie {ثُمَّ ٱسۡتَوَىٰ عَلَى ٱلۡعَرۡشِ} (thoumma stawâ ‘ala l-‘arch), At-Tabarani a dit : « Al-Istiwâ (c’est-à-dire) la domination par la toute puissance (Al-Istîlâ). Et Allâh soubhânah par Sa puissance éternelle domine toute chose sans changement, néanmoins la mention du Trône de façon particulière est destinée à magnifier son statut » ainsi l'Imâm At-Tabarâni n'a pas considéré que le trône serait un endroit où Allâh serait assis ou établit.

## Œuvres
- Al-Mu'jam al-Kabir (publié en 25 volumes de 7 800 pages)
- Al-Mu'jam Al-Awsat
- Al-Mu'jam As-Saghir